# Charley Chase (actrice pornographique)
Pour les articles homonymes, voir Chase.
Pour l'acteur et réalisateur, voir Charley Chase.
Charley Chase est le nom de scène d’une actrice de films pornographiques américaine, née le 6 août 1987 à Louisville (Kentucky). Elle a joué dans plus de 200 films et reçu un AVN Award et un XRCO Award, ainsi que des nominations pour les XBIZ Awards et les Urban X Awards.

## Biographie
En septembre 2011, Charley Chase s'est retrouvée au centre d'un scandale impliquant les pompiers de Los Angeles.
L'affaire est liée à une scène qu'elle avait tournée plus de deux ans auparavant pour le site assesinpublic.com (site appartenant à l'entreprise Brazzers) à Venice Beach. Dans cette scène, on la voit s'exhiber juste à côté d'un camion de sapeurs-pompiers et inviter les passants à prendre des photos avec elle. Une enquête interne du Los Angeles Fire Department a conclu que les pompiers du camion en question étaient parfaitement conscients de ce qui se passait et que l'ensemble de la scène était prémédité ,.
En réponse, Charley Chase a indiqué sur son blog qu'elle était désolée pour les pompiers mis en cause et que ceux-ci n'étaient en aucun cas impliqués dans l'utilisation qui avait été faite de leur véhicule. Plus tard, invitée par une chaine de télévision locale, elle a de nouveau nié que la scène ait été préméditée et que les pompiers aient été impliqués.
Aucune sanction n'a finalement été prise contre les pompiers concernés, le règlement en vigueur interdisant toute action disciplinaire pour des faits remontant à plus de deux ans.

## Récompenses
- 2010 : CAVR Award – Unsung Starlet of the Year
- 2011 : AVN Award Starlette sous estimée de l'année (Unsung Starlet of the Year)
- 2011 : XRCO Award – Unsung Siren[7]

### Nominations
- 2013 : AVN Award Meilleur scène de sexe anal (Best Anal Sex Scene) pour Big Wet Asses 21 (avec Manuel Ferrara)
- 2013 : AVN Award Meilleure scène « POV » (Best POV Sex Scene) pour Jack's POV 19 (avec Mick Blue)
- 2011 : AVN Award Meilleure scène de sexe entre filles, trio (Best All-Girl Three-Way Sex Scene) pour Tori Black Is Pretty Filthy 2 (avec Tori Black et Alexis Texas)
- 2011 : AVN Award Meilleure scène de sexe en groupe (Best Group Sex Scene) pour Slutty & Sluttier
- 2011 : AVN Award Meilleure scène de sexe oral (Best Oral Sex Scene) pour Throat Fucks 2
- 2011 : AVN Award Scène de sexe la plus scandaleuse (Most Outrageous Sex Scene) pour Party of Feet 2
- 2010 : AVN Award Meilleure scène de sexe en groupe (Best Group Sex Scene) pour The Sex Files: A Dark XXX Parody
- 2010 : AVN Award Meilleure scène de sexe à trois (Best Threeway Sex Scene) pour Buttwoman Returns
- 2010 : AVN Award Starlette sous-estimée de l'année (Unsung Starlet of the Year)

## Filmographie sélective
- 2007 : Teens With Tits 12
- 2008 : Belladonna's Evil Pink 4
- 2009 : Girlvana 5
- 2010 : Belladonna: Fetish Fanatic 8
- 2011 : Lesbian Spotlight: Charley Chase
- 2012 : Orgy II : The XXX championship
- 2012 : Girls Kissing Girls 9
- 2012 : Big Wet Asses 21
- 2013 : Lick Me Please
- 2014 : Girls Loving Girls
- 2015 : When My Boyfriend's Away
- 2016 : She Wants Pussy 3
- 2017 : Pussy Paradise